# Мызников, Виктор Александрович
Ви́ктор Алекса́ндрович Мы́зников (29 сентября 1911 — 9 марта 1989, Киев) — дирижёр, педагог, пианист. Народный артист УССР (1968). Автор песен об армии и Ю. А. Гагарине.

## Биография
Родился в семье учителей 29 сентября 1911 года в селе Новосеславино (ныне — Тамбовской области). Интерес к музыке проявил уже с раннего возраста. Организовал в школе оркестр, который выступал вместе с приезжими артистами. Кроме того работал в различных оркестрах (кинотеатров, клубных кружках и пр.)
После школы пошёл в Козловскую музыкальную школу, которую успешно окончил. Затем окончил Тамбовское музыкальное училище, в 1939 году — Московскую государственную консерваторию имени П. И. Чайковского.
С 1939 года работал концертмейстером, а затем и дирижёром в ансамбле песни и танца Киевского военного округа.